# آق-تکتیر (شهرستان تاق‌تاگل)
آق-تکتیر (به لاتین: Ak-Tektir) یک روستا در قرقیزستان است که در شهرستان تاق‌تاگل واقع شده‌است. آق-تکتیر ۲٬۰۲۱ نفر جمعیت دارد.